# Cuerpo de Bomberos de Teodoro Schmidt
El Cuerpo de Bomberos de Teodoro Schmidt (CBTS) corresponde al Cuerpo de Bomberos de Chile que opera en la comuna de Teodoro Schmidt, en la Región de la Araucanía. Fue fundado el 13 de enero de 1989 al fusionar compañías que hasta esa fecha pertenecían a diferentes Cuerpos de Bomberos. Actualmente, está conformado por 3 compañías que desarrollan diversas labores, como la extinción de incendios, el rescate vehicular, rescate subacuático GERSA, incendio de interfaz forestal.

## Historia

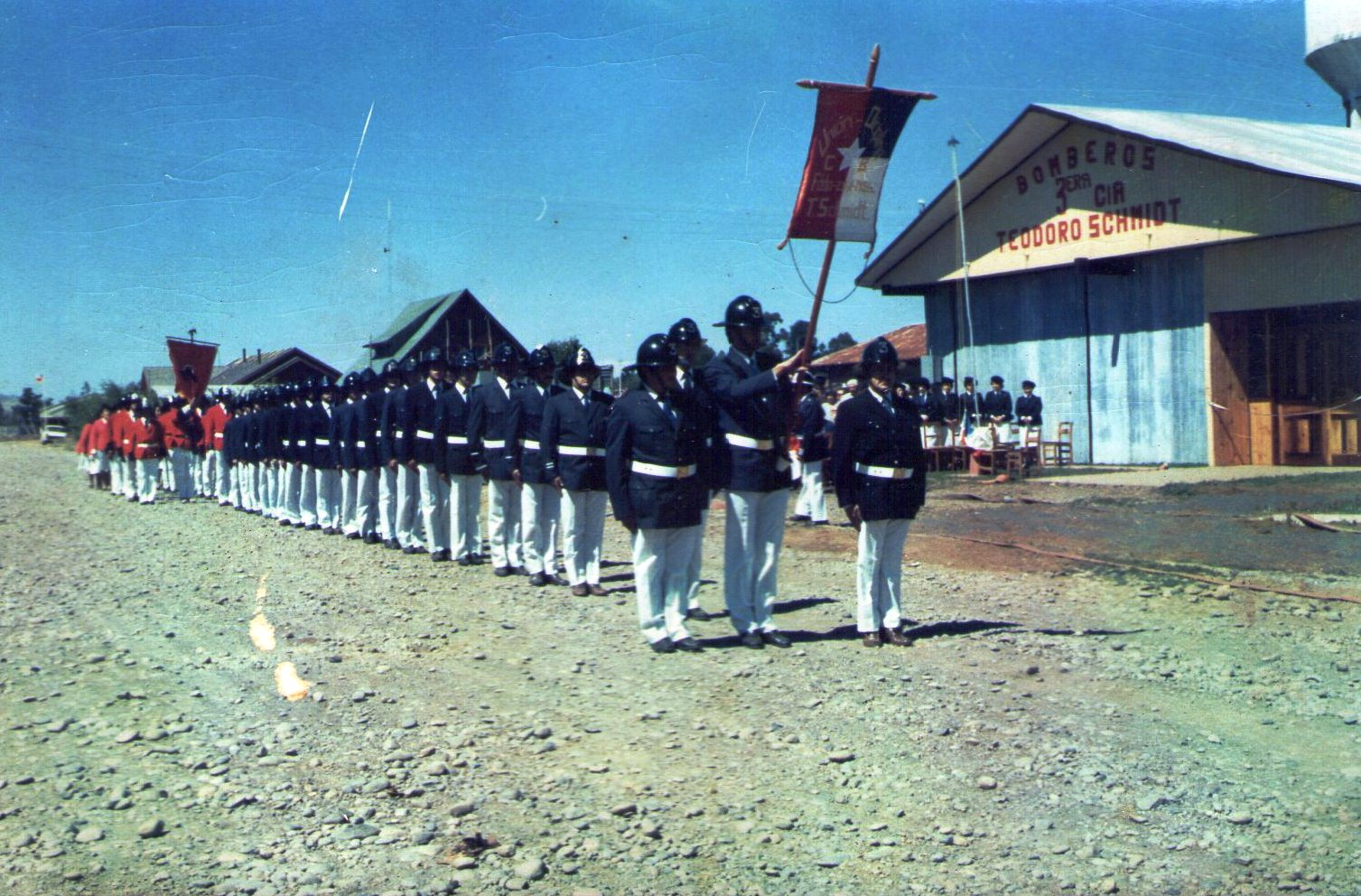
Voluntarios de la "Primera Compañía", en la década de 1980, cuando aún formaban parte del Cuerpo de Bomberos de Freire

El Cuerpo de Bomberos de Teodoro Schmidt fue fundado el 13 de enero de 1989. 
Anteriormente, las 3 compañías pertenecían a otros Cuerpos de Bomberos.  
La Primera Compañía pertenecía al Cuerpo de Bomberos de Freire como cuarta y luego como tercera Compañía de esa comuna. 
La Segunda Compañía pertenecía al Cuerpo de Bomberos de Toltén.
La Tercera compañía era una Brigada del Cuerpo de Bomberos de Nueva Imperial.
La primera compañía dispone de una copa de agua, siendo una de las pocas compañías en Chile, que disponen de agua propia en su cuartel, esta copa perteneció a Ferrocarriles del Estado, siendo dejada en desuso al momento de sacar el trazado férreo. La Primera Compañía implementó esta copa para abastecerse de agua, en caso de siniestros, y así no disponer del agua potable de la ciudad. Actualmente, esta copa está fuera de servicio.
El Cuartel General fue inaugurado en el año 2007 con la presencia del Presidente Nacional de Bomberos de Chile Sr. Miguel Reyes Núñez, autoridades Bomberiles Regionales, y de gobierno de la época, ubicándose al lado del cuartel de la primera compañía en la ciudad de Teodoro Schmidt.

## Oficialidad general
La oficialidad del Cuerpo de Bomberos de Teodoro Schmidt para el período 2022-2023 está constituida por:
| Cargo               | Nombre                             |
| ------------------- | ---------------------------------- |
| Superintendente     | Edwar Vielma Leal (1.ª Cía)        |
| Vicesuperintendente | Arturo Padilla Riquelme (3.ª Cía)  |
| Comandante          | Marcos Valenzuela Bustos (1.ª Cía) |
| Segundo Comandante  | Miguel Abarzúa (2.ª Cía)           |
| Secretario general  | VACANTE                            |
| Tesorero general    | Cristian Fuentealba Vega (1.ª Cía) |

## Compañías
El Cuerpo de Bomberos de Teodoro Schmidt está conformado por las siguientes compañías:
| Compañía                                         | Fundación                       | Especialidad               | Cuartel         |
| ------------------------------------------------ | ------------------------------- | -------------------------- | --------------- |
| Primera Compañía "Martir Enrique Leal Arriagada" | 28 de octubre de 1956 (68 años) | - Agua - Rescate Vehicular | Teodoro Schmidt |
| Segunda Compañía "Bomba Emilio Ferriere Valeze"  | 12 de octubre de 1968 (56 años) | - Agua                     | Hualpín         |
| Tercera Compañía                                 | 5 de agosto de 1988 (36 años)   | - Agua, GERSA              | Barros Arana    |

## Material Mayor y otros Vehículos
El cuerpo de Bomberos de Teodoro Schmidt, mantiene operativos cinco carros bomba, dos carros aljibes o camiones cisterna, cuatro camionetas de transporte, dos furgones de transporte y una ambulancia.

### Vehículos de Primera Compañía de Bomberos Mártir Enrique Leal Arriagada
| Nomenclatura | Origen         | Tipo                        | Notas | Foto |
| ------------ | -------------- | --------------------------- | --- | ---- |
| B-1          | Francia        | Vehículo de bomberos        | Carro Bomba Renault 240 dxi Semiurbano 5000 año 2008 capacidad de 5.000 litros de agua.                      |      |
| BF-1         | Francia        | Vehículo de bomberos        | Carro Bomba Renault M180 año 2000 capacidad de 3.000 L de agua.                                              |      |
| R-1          | Estados Unidos | Vehículo de bomberos        | Camioneta Ford F150 4x4 año 2019 Unidad de Rescate.                                                          |      |
| J-1          | Argentina      | Vehículo de bomberos        | Camioneta Toyota Hilux DC 4x4 año 2017                                                                       |      |
| S/N          | China          | Vehículo aéreo no tripulado | Utilizados por Bomberos para monitoreo de incendio forestal, posee camara de temperatura, busqueda y rescate |      |

### Vehículos de Segunda Compañía de Bomberos
- Carro Bomba Magirus Iveco año 2017 capacidad de 5.000 L de agua. Nomenclatura B-2.
- Camión Mack capacidad 10.000 L de agua. Nomenclatura Z-2.
- Ambulancia Volkswagen año 2013. Nomenclatura RX-2.
- Camioneta Toyota Hilux año 2011. Nomenclatura J-2.

### Vehículos de Tercera Compañía de Bomberos
- Carro Bomba Mercedes Benz año 2024. Nomenclatura BR-3.
- Carro Bomba Renault M160 año 1998 capacidad de 3.000 L de agua. Nomenclatura BF-3.
- Camión JAC Runner HFC 1132 año 2010 capacidad de 10 000 L de agua. Nomenclatura Z-3.
- Camioneta. Nomenclatura J-3.
- Furgón Mercedes Benz 2004. Nomenclatura RX-3.

### Vehículos de Superintendencia y Comandancia
- Furgón Hyundai año 2014. Nomenclatura J.
- Camioneta Mitsubishi año 2019. Nomenclatura K.